# Cul-de-sac

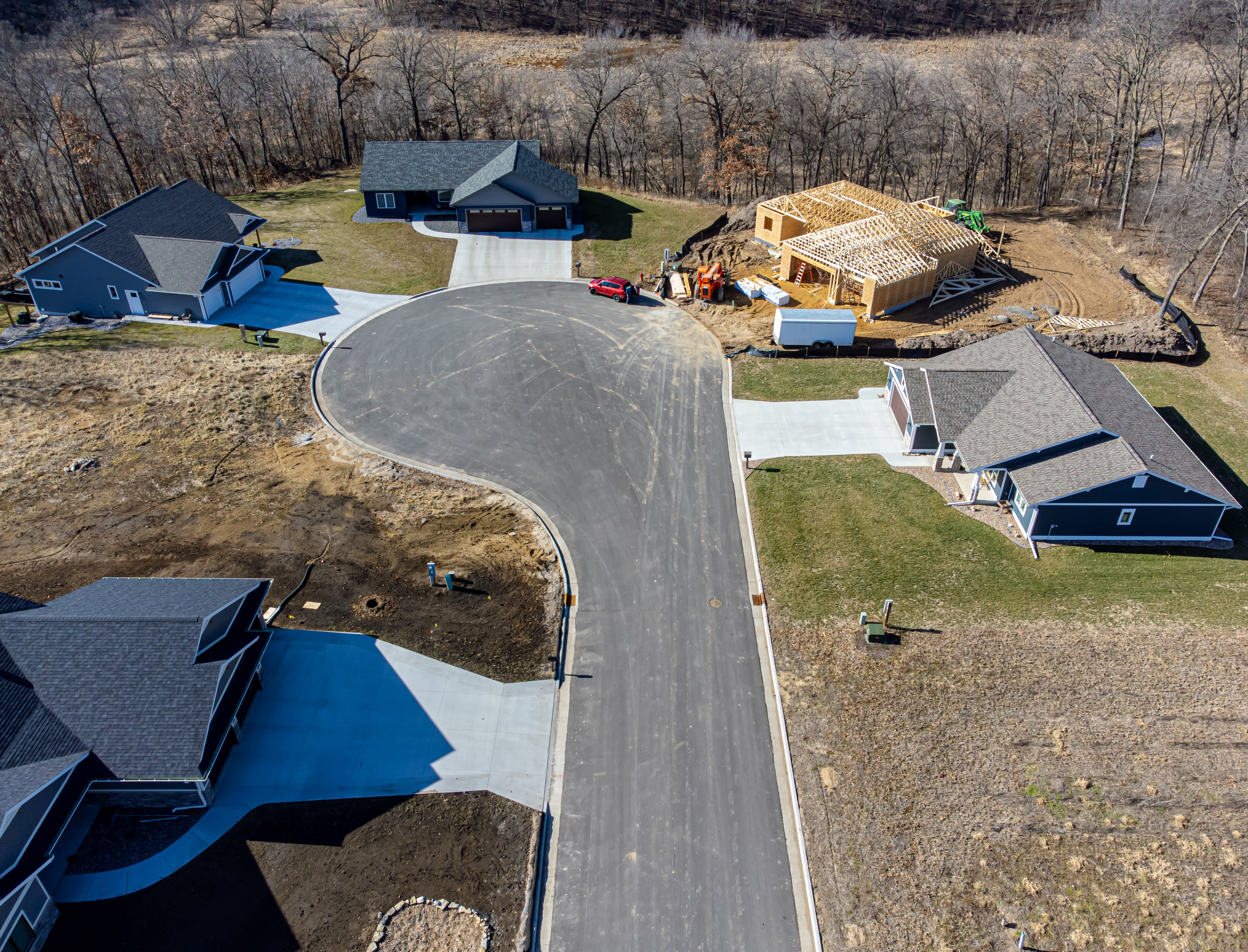
Un cul-de-sac en La Crosse, Wisconsin

Cul-de-sac (literalmente «fondo de bolsa») es una palabra francesa que significa callejón sin salida; también se utiliza para describir circunstancias complejas que no tienen solución o ideas que simplemente no conducen a ninguna parte.

## Descripción

La señal más usada en Estados Unidos para indicar una calle sin salida

En francés, un cul-de-sac, también es llamado impasse o voie sans issue, y como ya se dijo, es un tipo de vía que posee un solo punto de entrada que también opera como punto de salida, por lo que, para poder salir de allí en un vehículo, el conductor obligatoriamente deberá hacer una media vuelta o una marcha atrás. Por cierto, y en lo que respecta a otras posibles bocas de entrada o salida para peatones y/o vehículos menores (de dos ruedas), no está limitado su número.
En el urbanismo moderno, a veces es deseable crear deliberadamente un callejón sin salida para reducir la intensidad del tráfico en zonas residenciales, con las ventajas que supone, como disminuir el ruido y la contaminación, aumentando al mismo tiempo la seguridad.
Las vías sin salida generalmente son indicadas con un panel indicador, como el que se muestra en la imagen (izquierda arriba), a fin de que los conductores se encuentren advertidos de esta situación.
Y, en términos de construcción viales, se utiliza también la expresión «fondo de saco», por ejemplo, si se refiere a las vías de metro.[cita requerida]

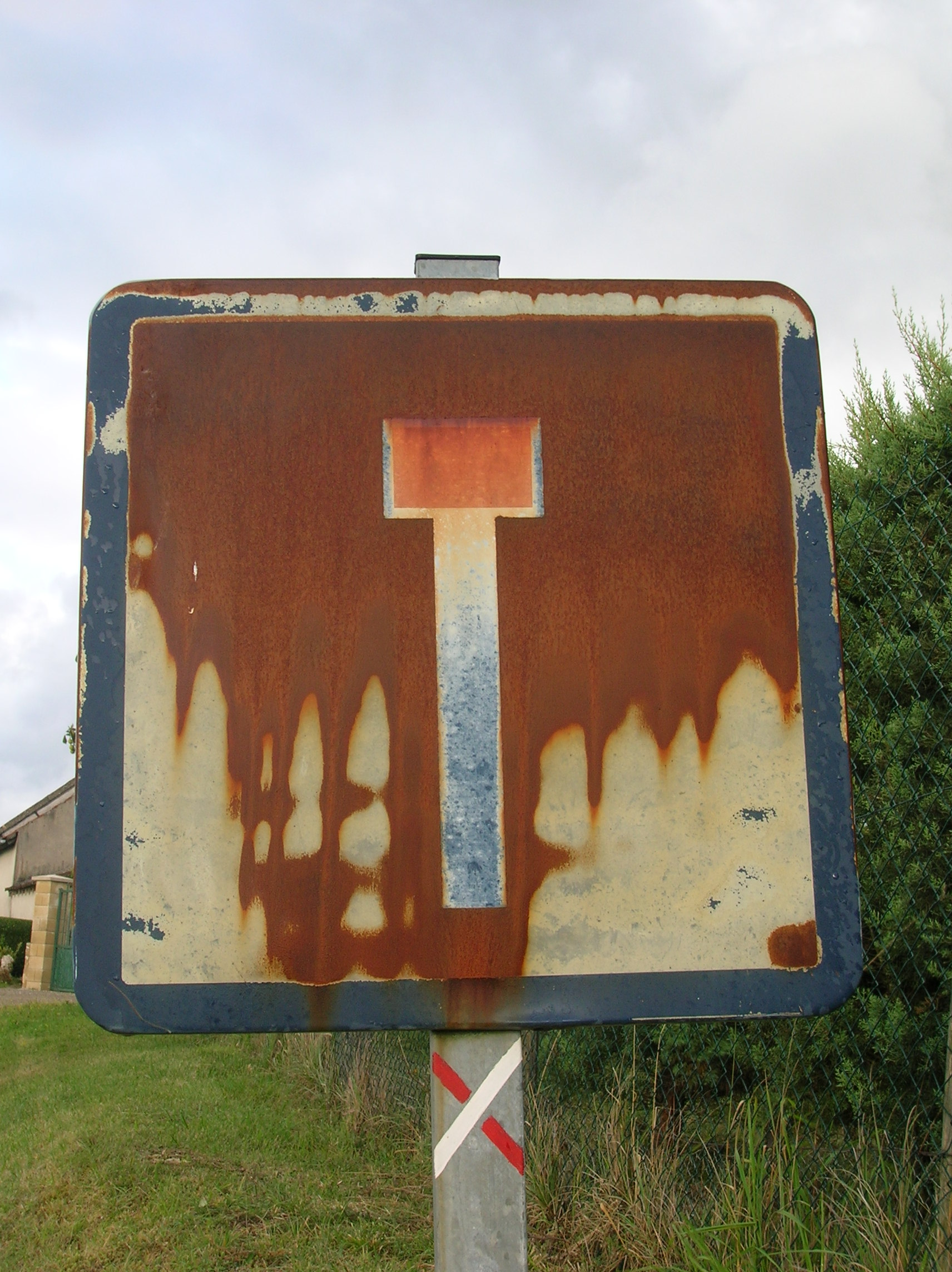
Imagen 1
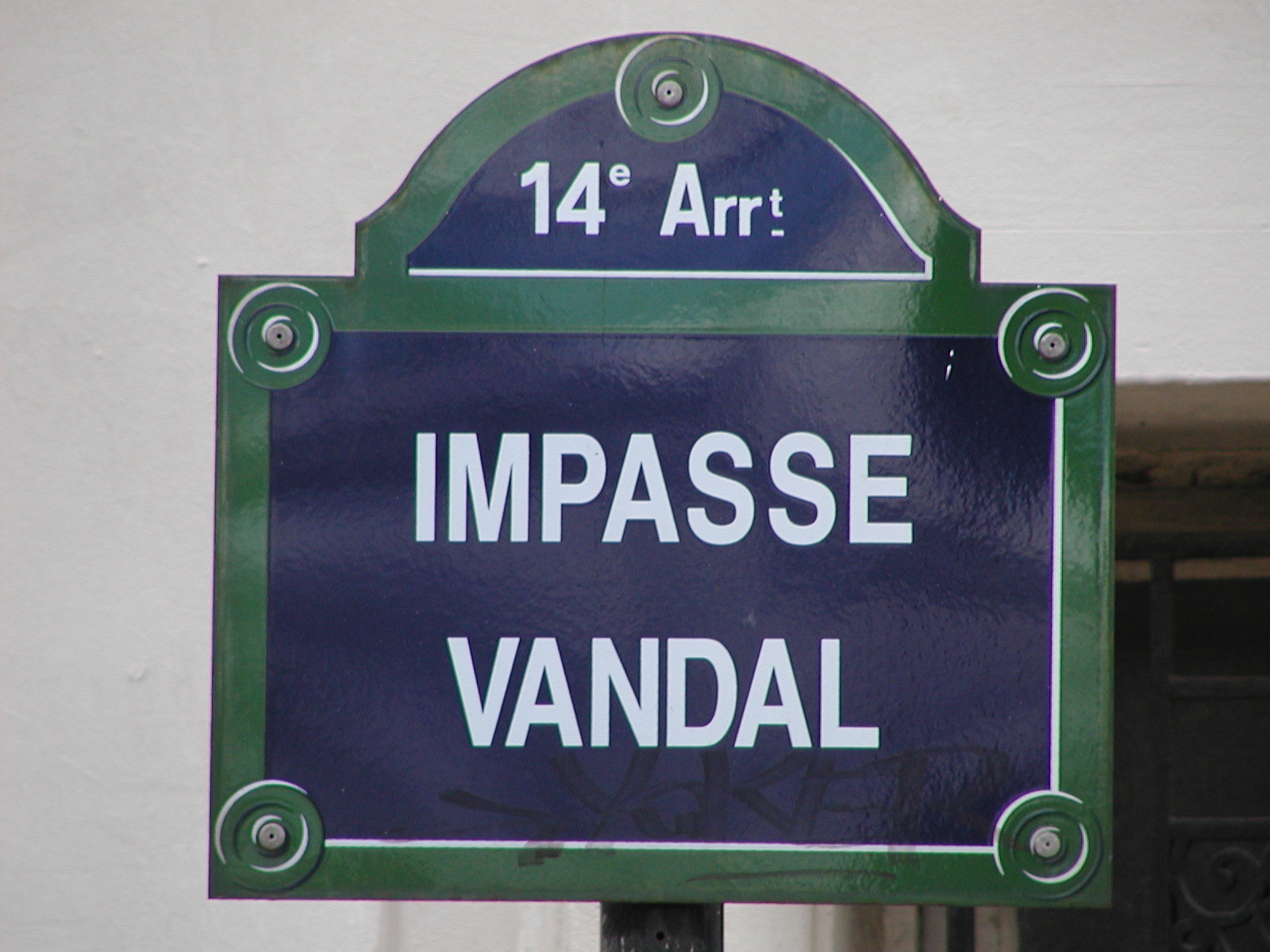
Imagen 2
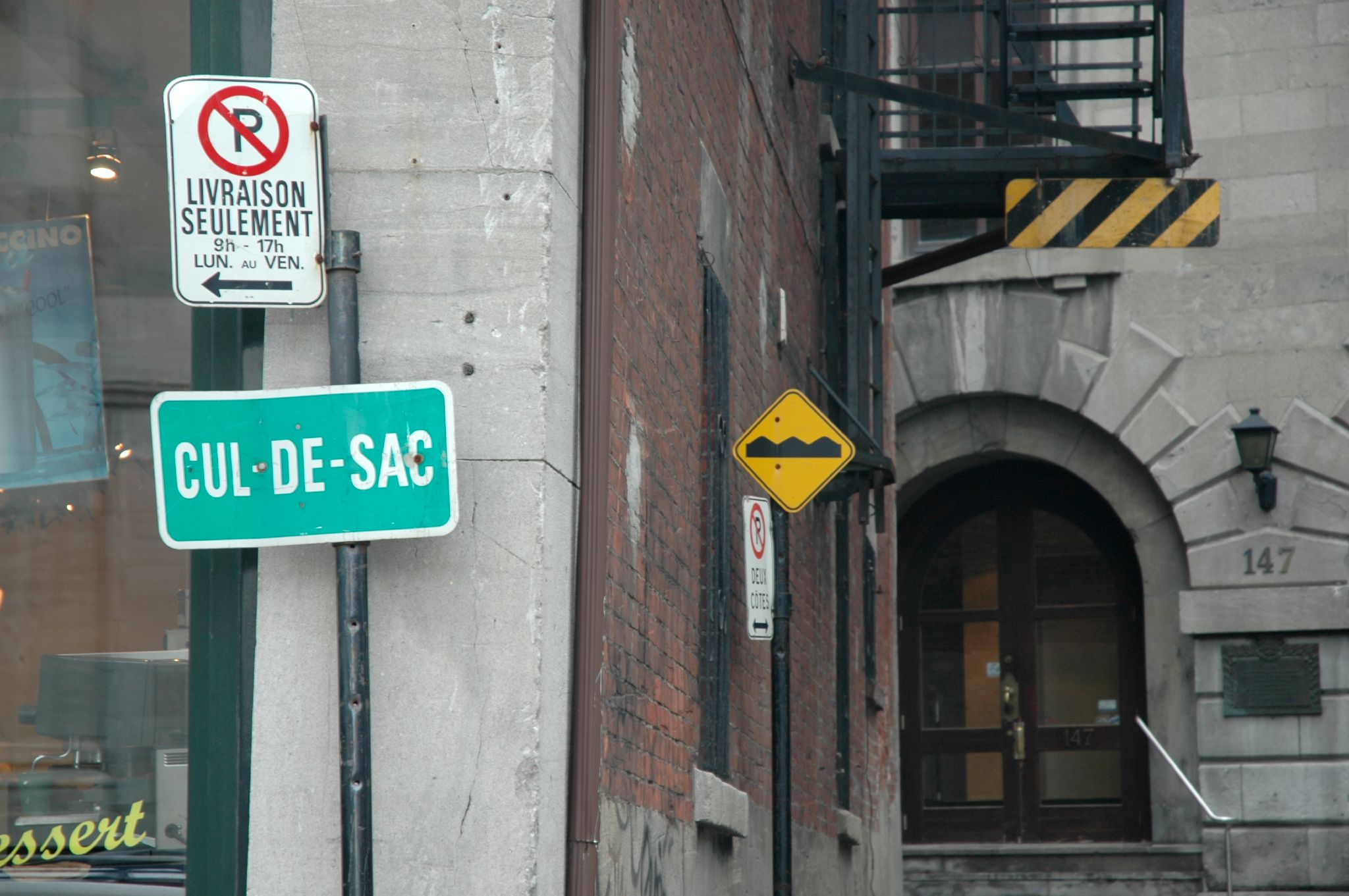
Imagen 3
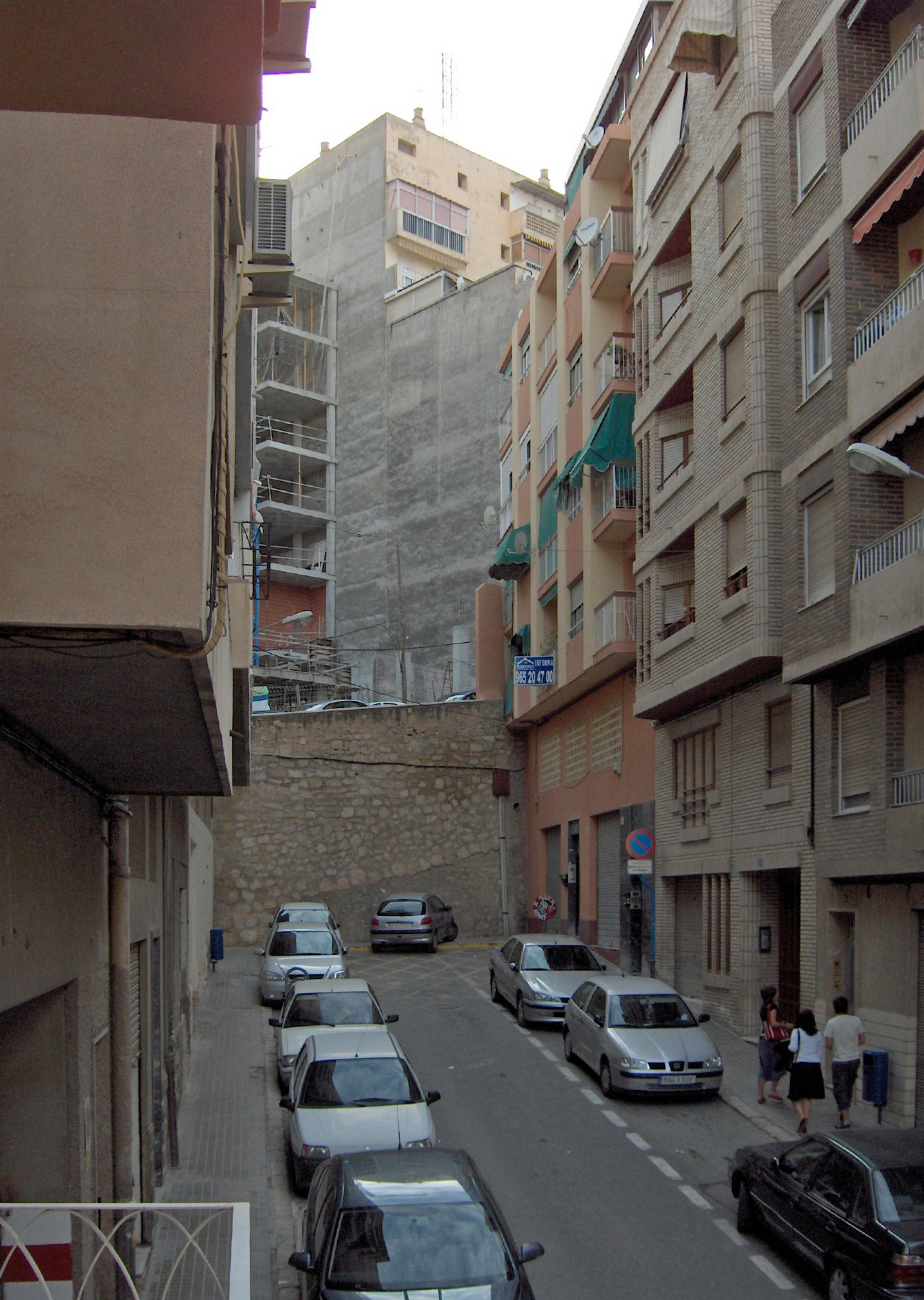
Imagen 4

- Imagen 1: Panel de señalización enmohecido en Périgord (Francia). Como medida de seguridad, en estos casos se suele poner una baliza junto a la señal dañada.
- Imagen 2: Placa del Impasse Vandal, en el distrito 14 de la ciudad de París.
- Imagen 3: Panel cul-de-sac en Montreal, Canadá, septiembre de 2005. En la foto podrá también observarse otro cartel que autoriza la circulación de vehículos de proveedores en un horario limitado
- Imagen 4: Callejón sin salida en Alicante, España.

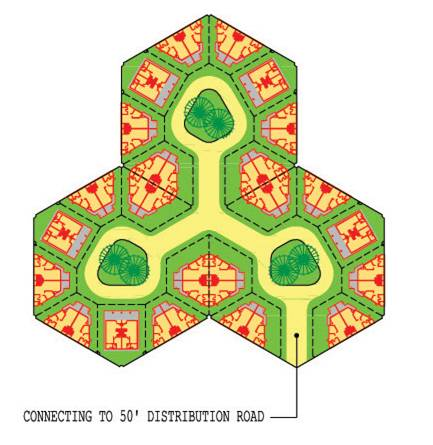
Imagen 5
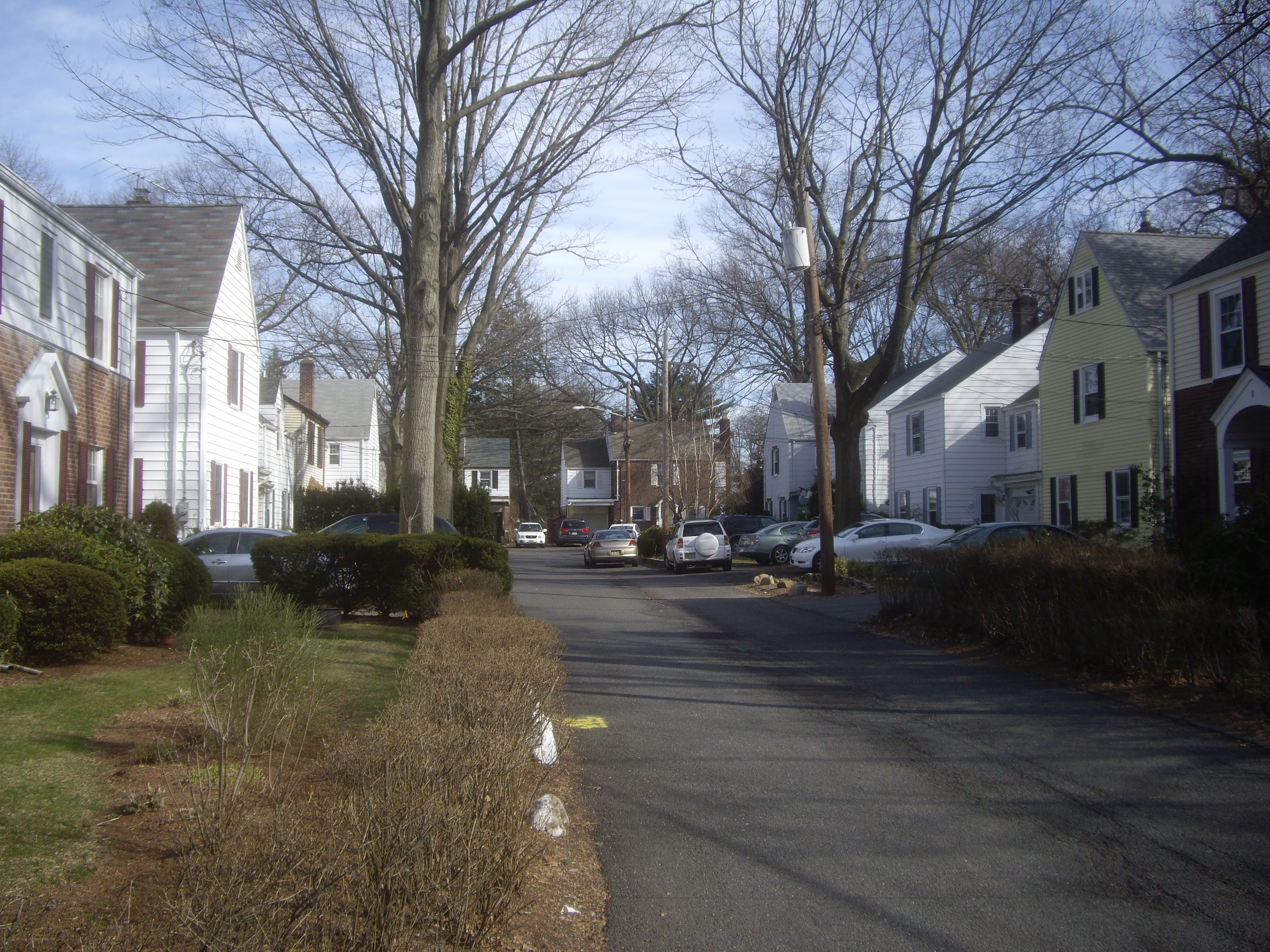
Imagen 6
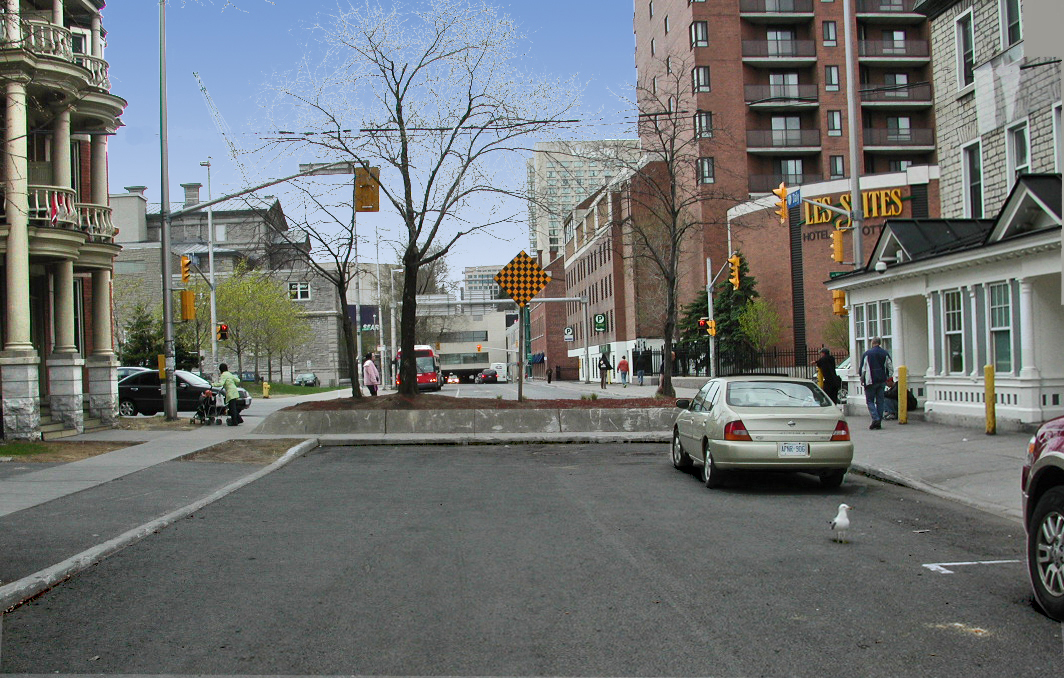
Imagen 7
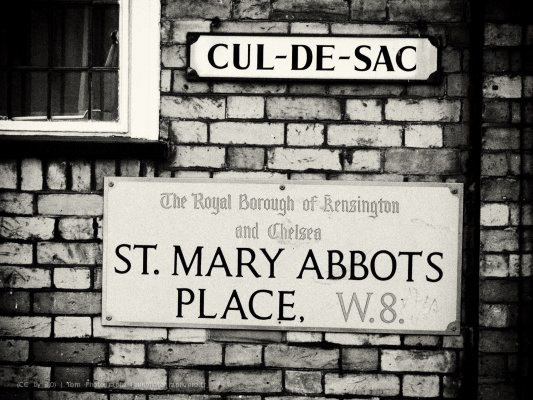
Imagen 8

- Imagen 5: Plan de circulación de una sola entrada-salida, que conecta tres rotondas.
- Imagen 6: Otro cul-de-sac en Nueva Jersey, Estados Unidos, marzo de 2008.
- Imagen 7: Limitación de circulación inicialmente no prevista, en el distrito central de Ottawa, Canadá, junio de 2010. Este tipo de modificaciones a la circulación vehicular no inicialmente planificadas, son implementadas con el objetivo de facilitar el flujo de vehículos en la vía principal, y reducir el número de accidentes.
- Imagen 8: Señal de advertencia de cul-de-sac en la St Mary Abbots Place, en Londres, Reino Unido.

## Uso metafórico
Tanto la expresión «callejón sin salida» como la señalada expresión cul-de-sac son generalmente usadas como metáforas para indicar algún pensamiento o acción que no conduce a ninguna parte, o una situación difícil de resolver. Como ejemplo, puede señalarse el film de 1966 Callejón sin salida (título original en inglés: Cul-de-sac), del director Roman Polanski.
De manera figurada, un impasse representa una situación difícil, de la que a los protagonistas les resulta muy problemático librarse.

## En medicina
En medicina y ciencias de la salud, el término se aplica a estructuras tubulares huecas en las que uno de los extremos está cerrado (fondo de saco).